# 정전기 방지백

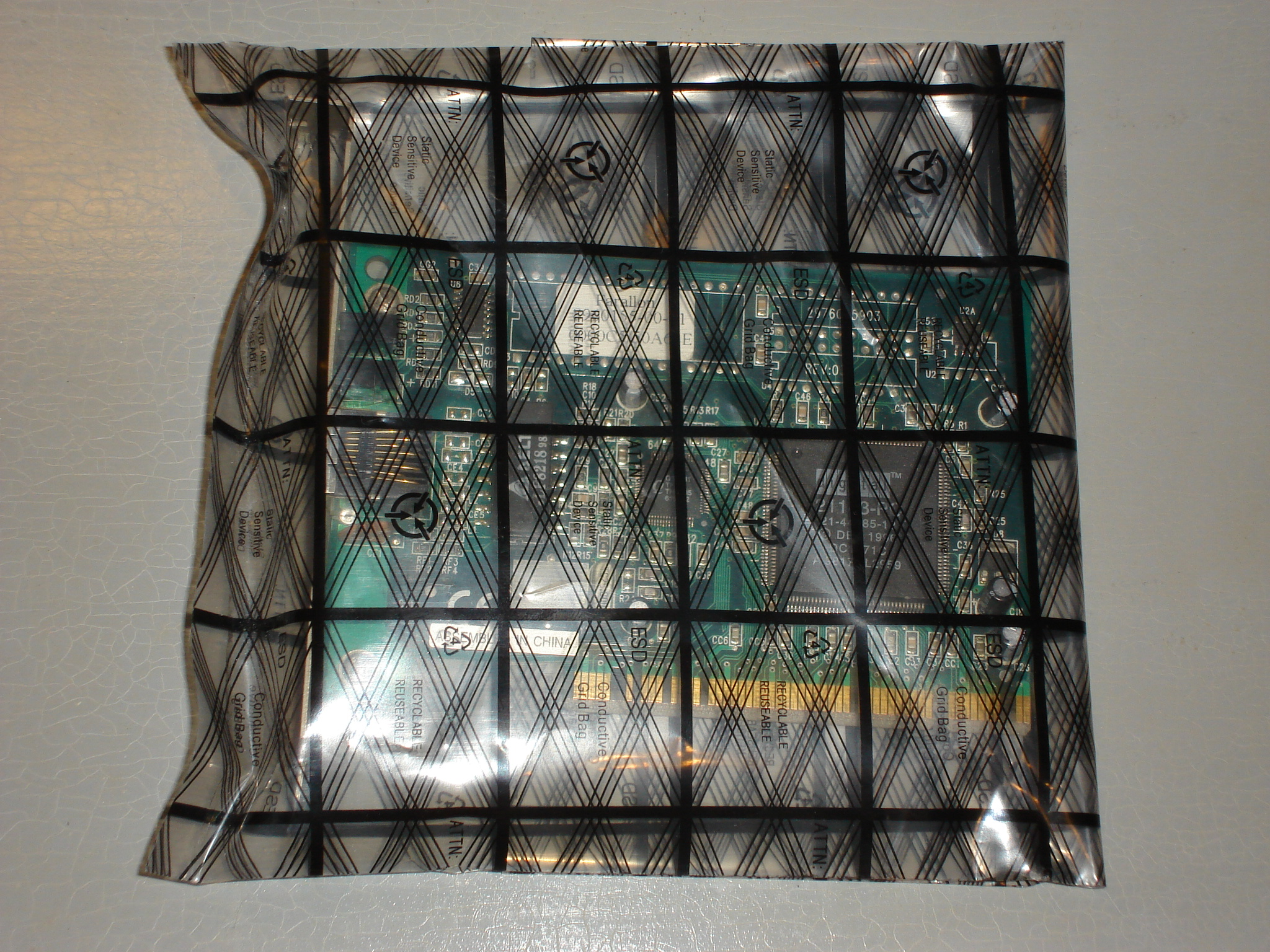
정전기 방지백 안에 위치한 네트워크 카드

정전기 방지백(antistatic bag)은 정전기 방전(ESD)으로 인해 손상되기 쉬운 전자 부품을 보관하는 데 사용되는 백이다.
이러한 백은 일반적으로 플라스틱 폴리에틸렌 테레프탈레이트(PET)이며 독특한 색상(금속 필름의 경우 은색, 폴리에틸렌의 경우 분홍색 또는 검정색)을 갖는다. 폴리에틸렌 변형은 폼이나 뽁뽁이 형태로 시트나 백 형태로 나타날 수도 있다. 기계적 손상과 정전기적 손상으로부터 보호하기 위해 여러 보호 계층이 사용되는 경우가 많다. 보호되는 장치는 금속화된 PET 필름 백 내부, 핑크색 폴리에틸렌 뽁뽁이 백 내부에 포장될 수 있다. 이 백은 최종적으로 핑크 폴리 폼으로 안감을 댄 단단한 검정색 폴리에틸렌 상자 내부에 포장된다. 정전기가 없는 작업대에서만 백을 개봉하는 것이 중요하다.
소산성 정전기 방지 백은 이름에서 알 수 있듯이 플라스틱 위에 정전기 소산 코팅 또는 층이 있는 표준 폴리에틸렌으로 만들어진다. 이렇게 하면 전하가 접지(즉, 접촉하는 다른 표면)로 소멸되므로 백 표면에 정전기가 축적되는 것을 방지할 수 있다. 이러한 접지 연결은 전하를 다른 표면이나 대기 자체로 전도할 수 있는 습기를 끌어당기는 백 표면에 수지 아민을 포함함으로써 달성된다. 이런 의미에서 이 유형은 정전기의 형성을 방해한다는 점에서 진정한 '정전기 방지' 유형이다. 그러나 정전기 방전에 대한 저항력은 없다. 전하가 있는 다른 물체(사람의 손 등)가 백에 닿으면 전하가 백과 내용물을 통해 쉽게 전달된다. 이 백은 소산성 화학층으로 인해 일반적으로 분홍색이나 빨간색이다. 검정색 백도 존재하는데, 폴리에틸렌은 미량의 탄소를 함유하여 제조되어 완전한 것은 아니지만 부분적인 보호막을 형성한다.
전도성 정전기 방지 백은 전도성 금속(종종 알루미늄) 층과 정전기 분산 코팅으로 덮인 플라스틱 유전체 층으로 제조된다. 이는 차폐막과 비전도성 장벽을 모두 형성하여 패러데이 새장 효과를 통해 정전기로부터 내용물을 보호한다. 이러한 백은 보다 민감한 부품에 선호되지만 항공기 및 병원의 산소가 풍부한 구역과 같이 스파크가 위험한 환경에서도 사용된다. 그러나 금속 백은 비금속 백에 비해 더 취약한다. 구멍이 나면 쉴드의 무결성이 손상되기 때문이다. 또한 금속 기판은 시간이 지남에 따라 성능이 저하될 수 있으므로 보관 수명이 제한되어 있다. 이 백은 금속층으로 인해 회색이나 은색을 띠는 경우가 많지만 어느 정도 투명한다.
폼(foam)은 분홍색(소산성)과 검은색(전도성) 종류로도 존재하며 리드를 폼에 뚫어 개별 납 함유 부품을 보관하는 데 사용된다.

## 같이 보기
- 전자기 차폐